# بومبرمان
بومبرمان (باليابانية: ボンバーマン) هي لعبة فيديو تعتمد على المتاهات وهي من إنتاج هدسون سوفت اليابانية وقد نشرت اللعبة الأصلية في عام 1983 بينما نشرت إصدارات أخرى على فترات غير منتظمة منذ ذلك الحين
الهدف العام في السلسلة هو استكمال المستويات من خلال إستراتيجية وضع القنابل من أجل قتل الأعداء وتدمير العقبات. حيث يمكن عند تفجر القنبلة أن تعمل على تفجير قنابل أخرى بالإضافة إلى قتل أو جرح الأعداء والقضاء على العقبات، ومع ذلك، فإنها يمكن أيضا أن تقتل أو تؤذي اللاعب، بينما يؤدي تفجير البوابة إلى خروج اعداء جدد.

## وصلات خارجية
- Bomberman games on MobyGames
- Bomberman Series على مشروع الدليل المفتوح
- Flash version of Bomberman at FgCos.com